# One Foot in Heaven
One Foot in Heaven is een Amerikaanse film uit 1941 geregisseerd door Irving Rapper. De hoofdrollen worden gespeeld door Fredric March, Martha Scott, Beulah Bondi, Gene Lockhart en Elisabeth Fraser. De film is gebaseerd op het gelijknamige boek van Hartzell Spence.
De film werd genomineerd voor de Oscar voor beste film, maar wist de nominatie niet te verzilveren.

## Rolverdeling
| Acteur           | Personage             |
| ---------------- | --------------------- |
| Fredric March    | William Spence        |
| Martha Scott     | Hope Morris Spence    |
| Beulah Bondi     | Mrs. Lydia Sandow     |
| Gene Lockhart    | Preston Thurston      |
| Elisabeth Fraser | Eileen Spence         |
| Harry Davenport  | Elias Samson          |
| Laura Hope Crews | Mrs. Preston Thurston |
| Grant Mitchell   | Clayton Potter        |
| Moroni Olsen     | Dr. John Romer        |
| Frankie Thomas   | Hartzell Spence       |
| Jerome Cowan     | Dr. Horrigan          |
| Ernest Cossart   | Mr. John E. Morris    |
| Nana Bryant      | Mrs. Morris           |

## Prijzen en nominaties
| Jaar | Prijs          | Categorie  | Genomineerde(n) | Uitslag     |
| ---- | -------------- | ---------- | --------------- | ----------- |
| 1941 | Academy Awards | Beste film | Beste film      | Genomineerd |